# 圣母圣殿 (圭尔夫)
圣母圣殿（Basilica of Our Lady Immaculate）是一个罗马天主教宗座圣殿，位于加拿大安大略省圭尔夫。哥特复兴风格，由建筑师约瑟夫·康诺利设计，并被认为是康诺利最好的作品。 该堂建于1875年-1883年之间，主要服务于德国移民。宏伟的教堂包含装饰雕刻和彩色玻璃。该堂是天主教哈密尔顿教区的122个堂区之一，拥有2600个家庭。
该堂于1990年被列为加拿大国家历史遗产。2014年12月8日，教宗方济各将其升格为宗座圣殿。

## 历史

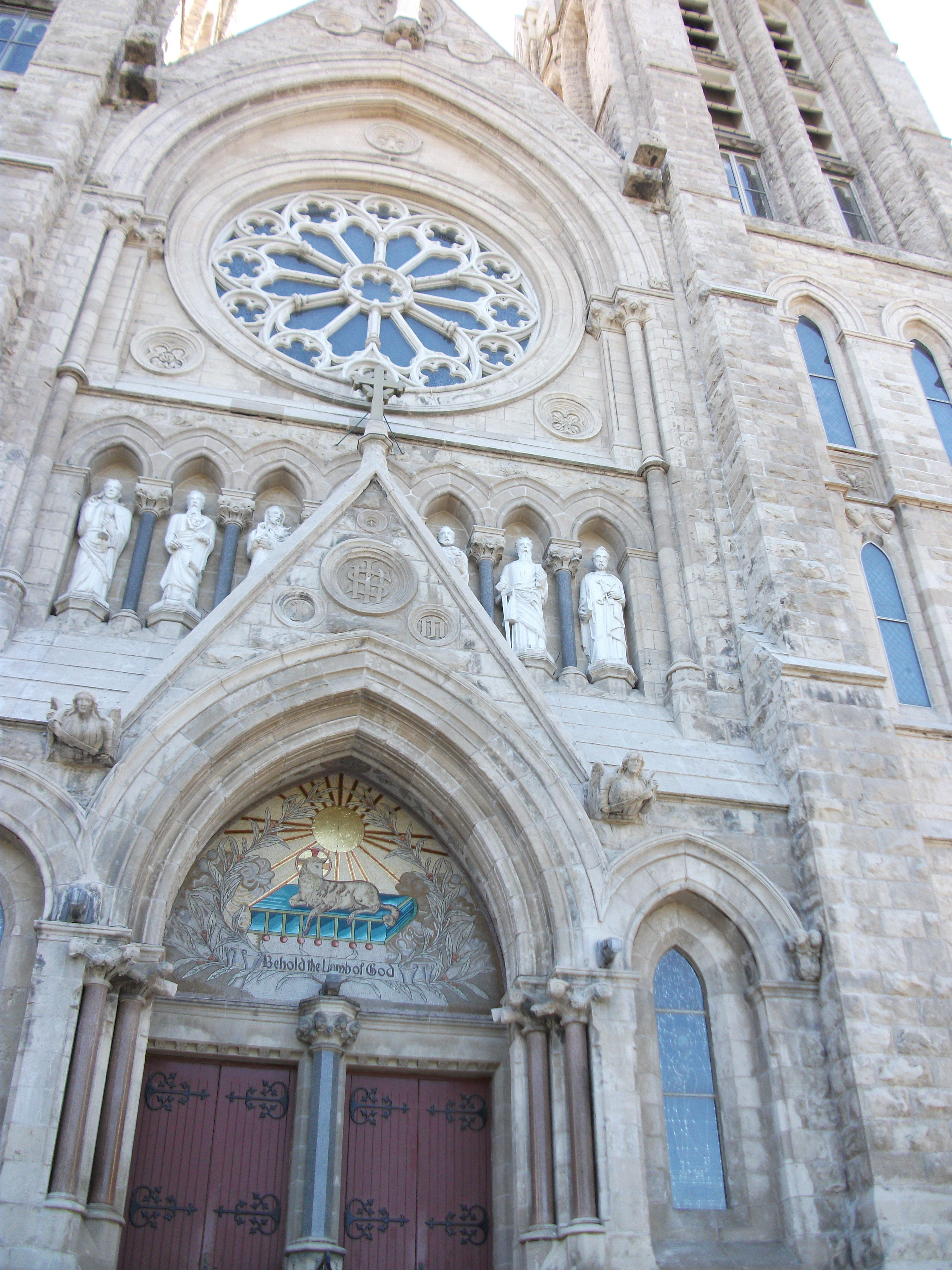

1827年4月23日，约翰·高尔特创建安大略省圭尔夫，他把新成立的城镇中心的最高点分配给了天主教徒，他的朋友亚历山大·麦克道尔主教。通往山上的道路也命名为麦克道尔街。1835年，山上建起了木结构的圣巴德利爵堂，俯瞰该市。1844年10月10日该堂被烧毁。不久此处建造了圣巴尔多禄茂堂，于1846年完成。

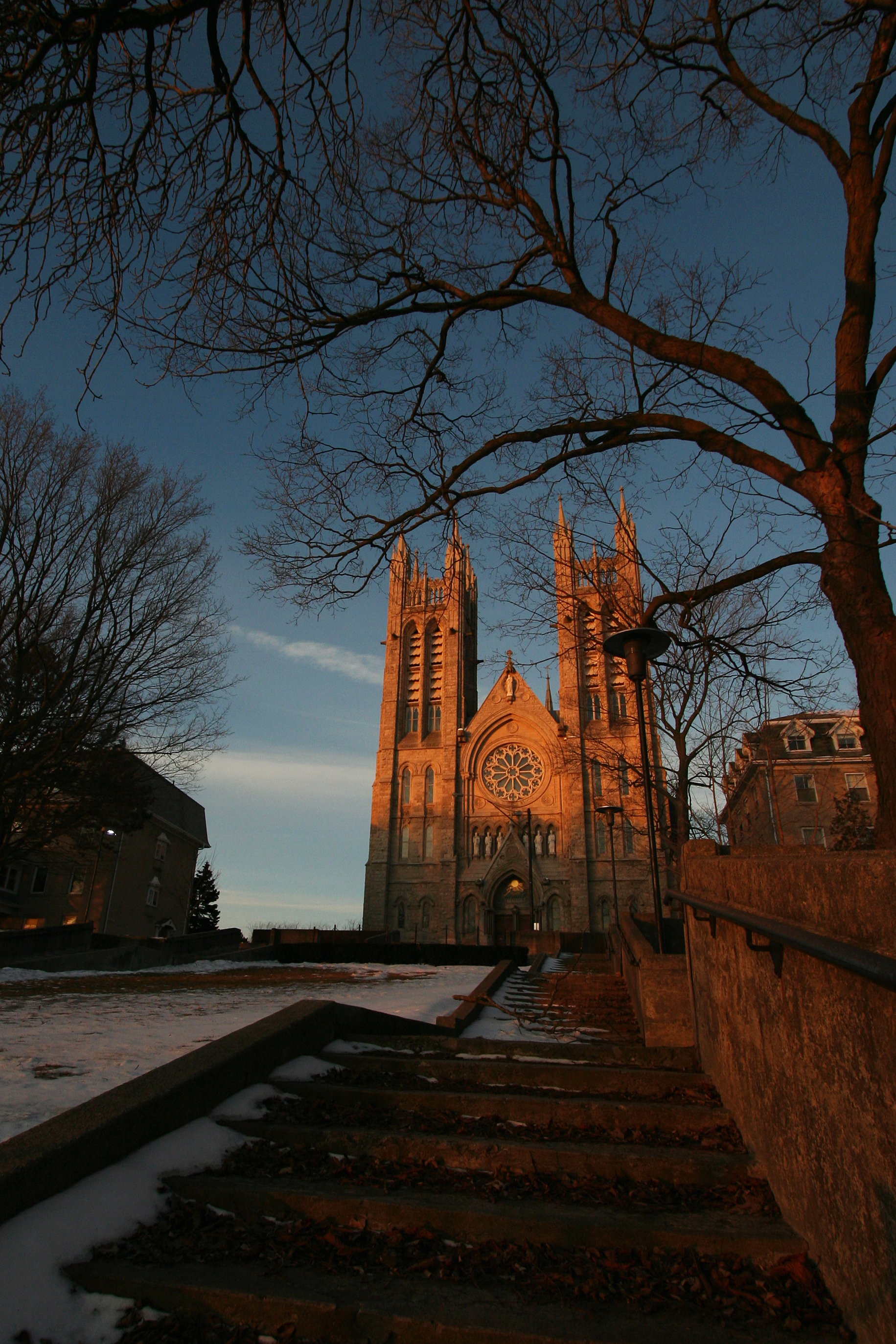

新教堂模仿科隆主教座堂，于1877年开工，由爱尔兰-加拿大建筑师约瑟夫·康诺利设计。他设计了爱尔兰、英格兰和安大略的许多教堂。
圣母堂为哥特复兴风格，用当地石灰石建成，被认为是康诺利的杰作。圭尔夫著名工匠马修·贝尔负责外部的雕刻以及内部的柱子。他在1883年工作时摔伤致死。1888年，该堂祝圣，供奉圣母无原罪。双塔高达61米，直到1926年11月13日才完成。
教堂的建筑历时50多年，可能是这座城市历史上最长的建筑项目。

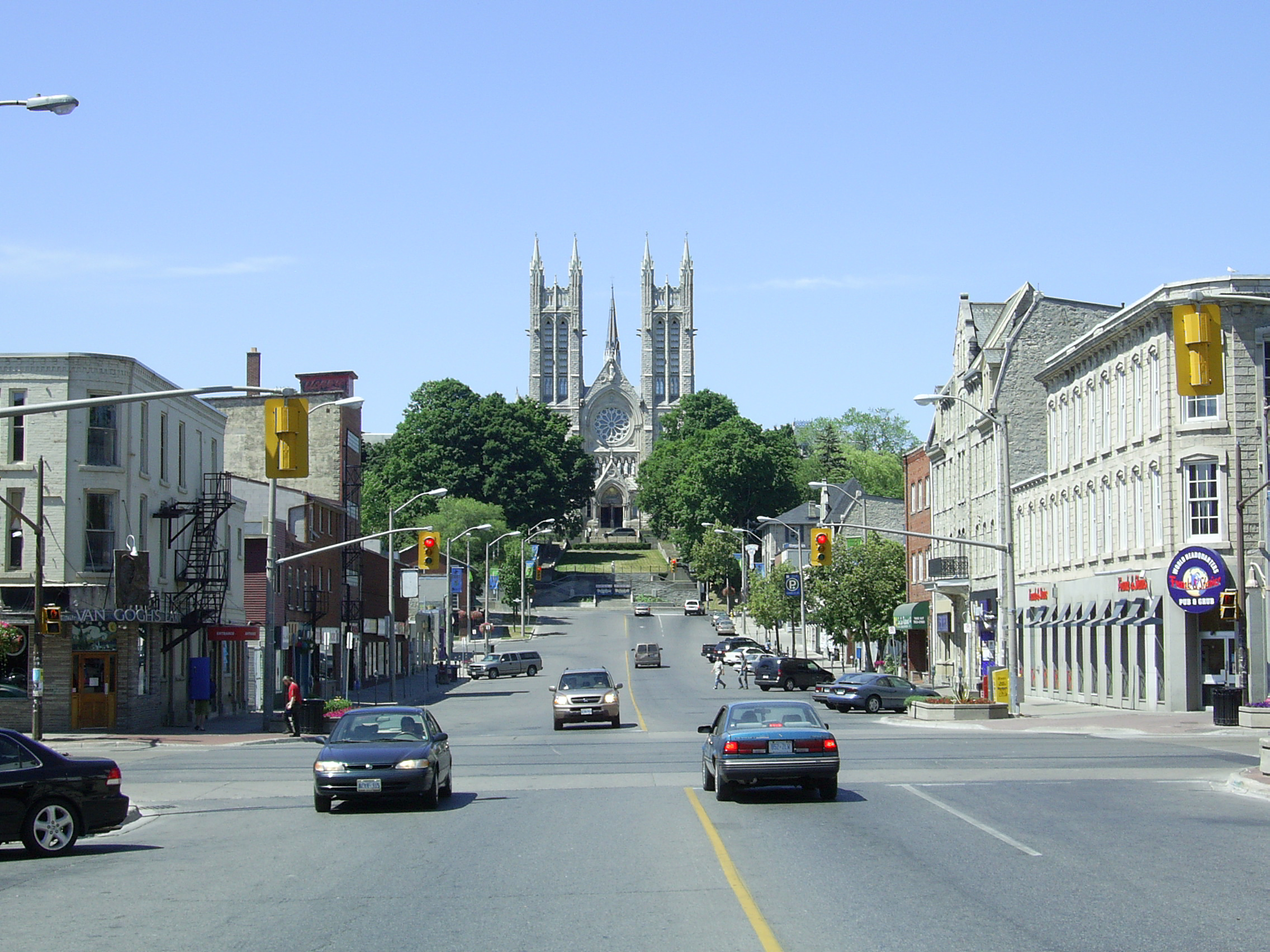

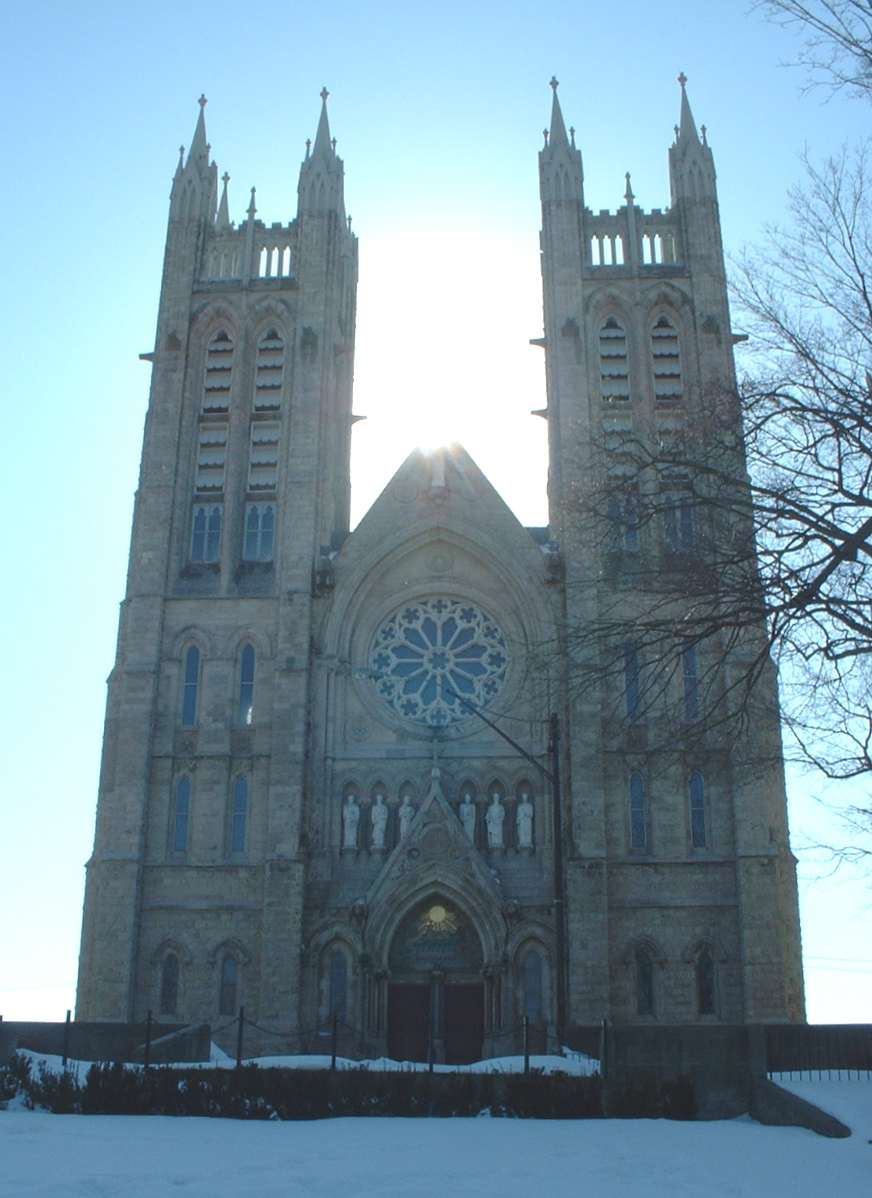
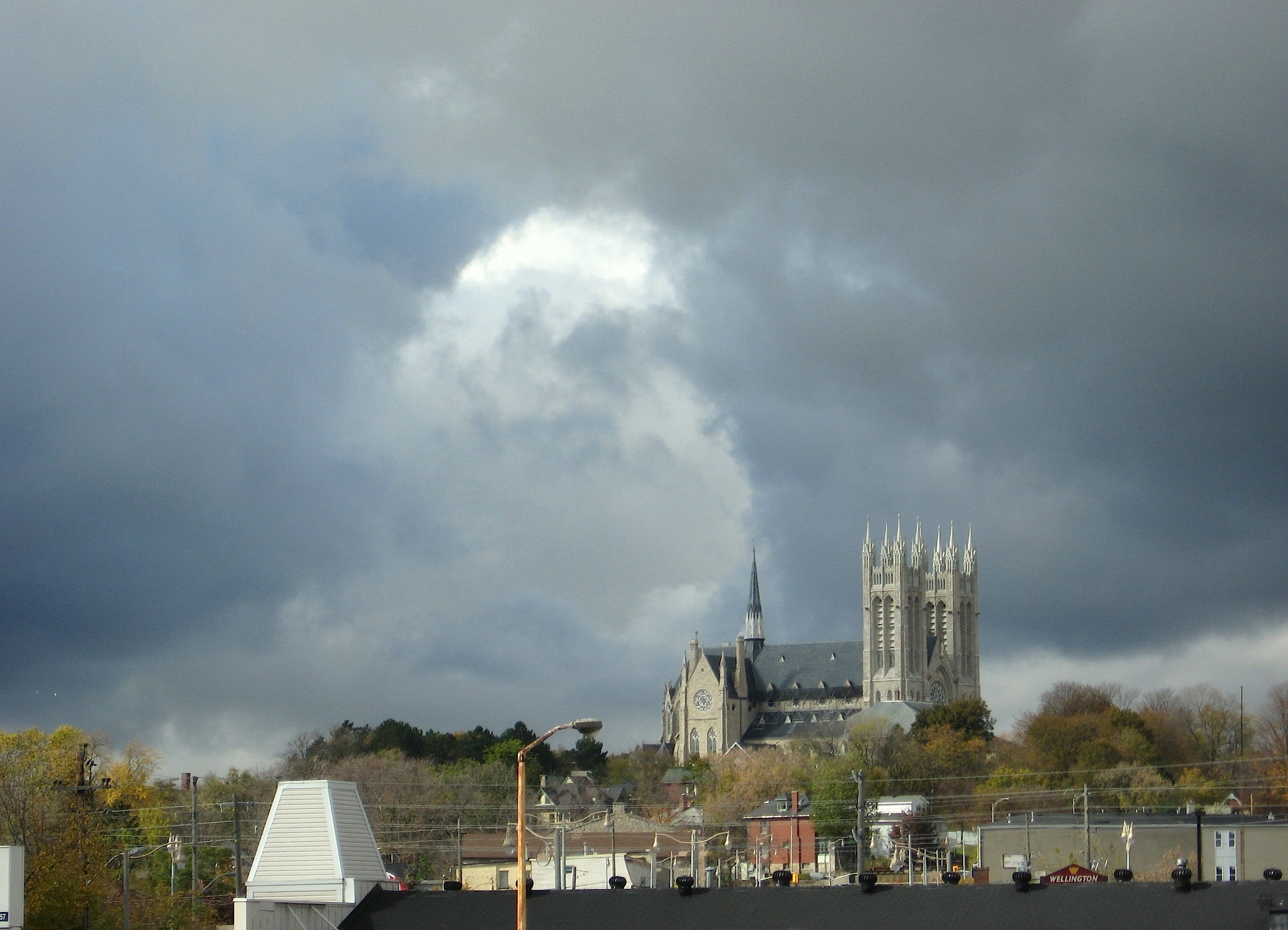
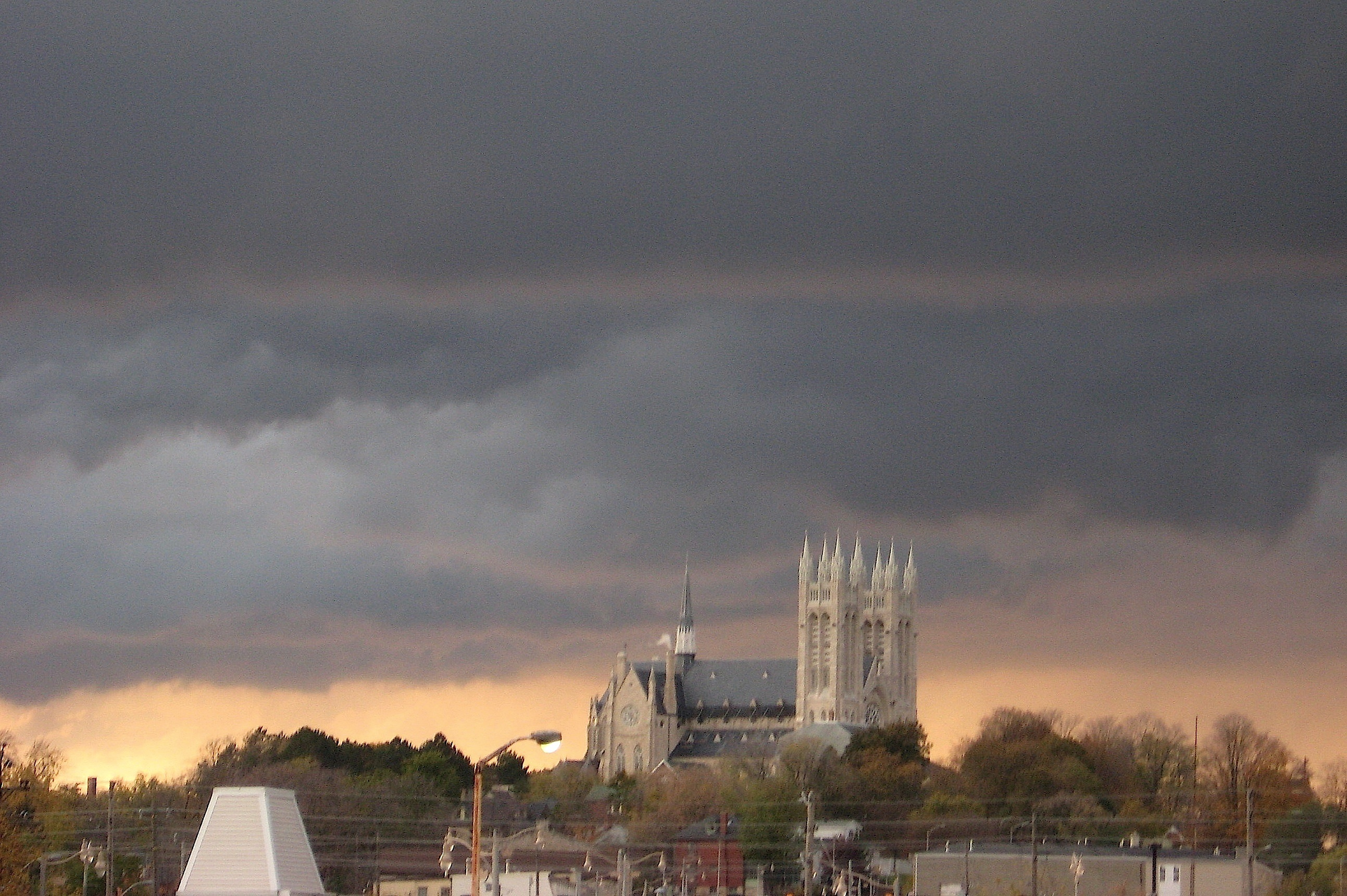
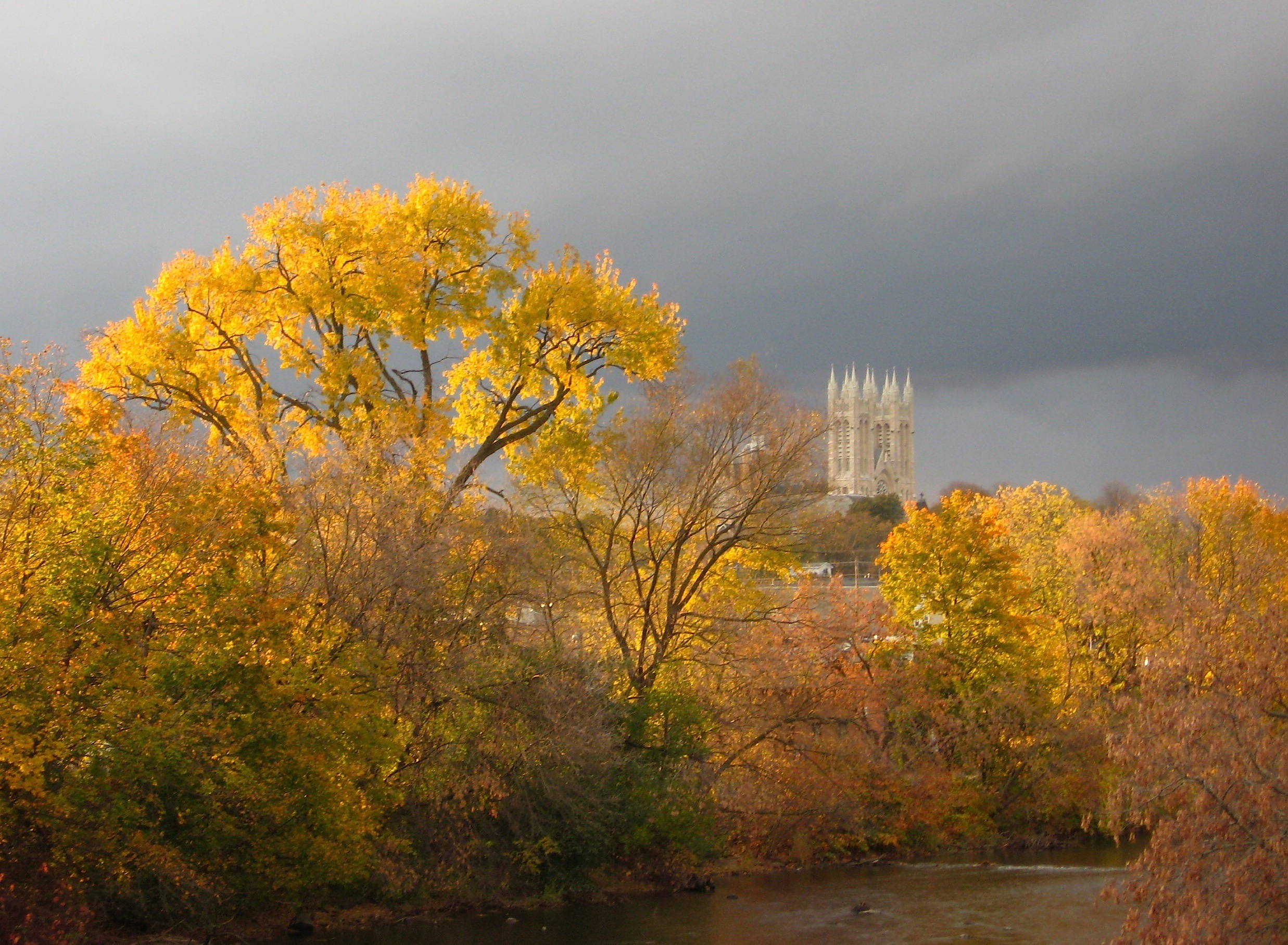
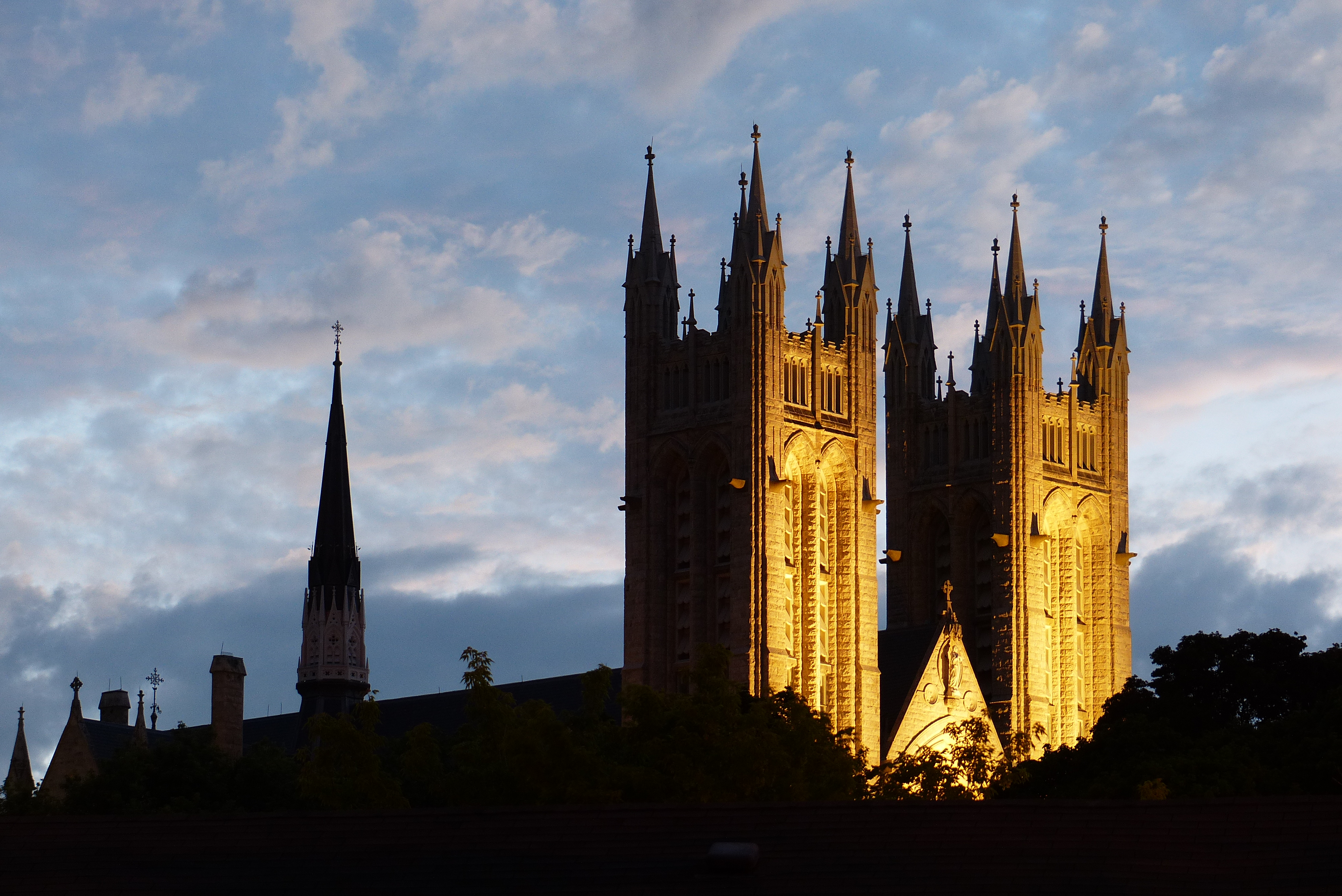
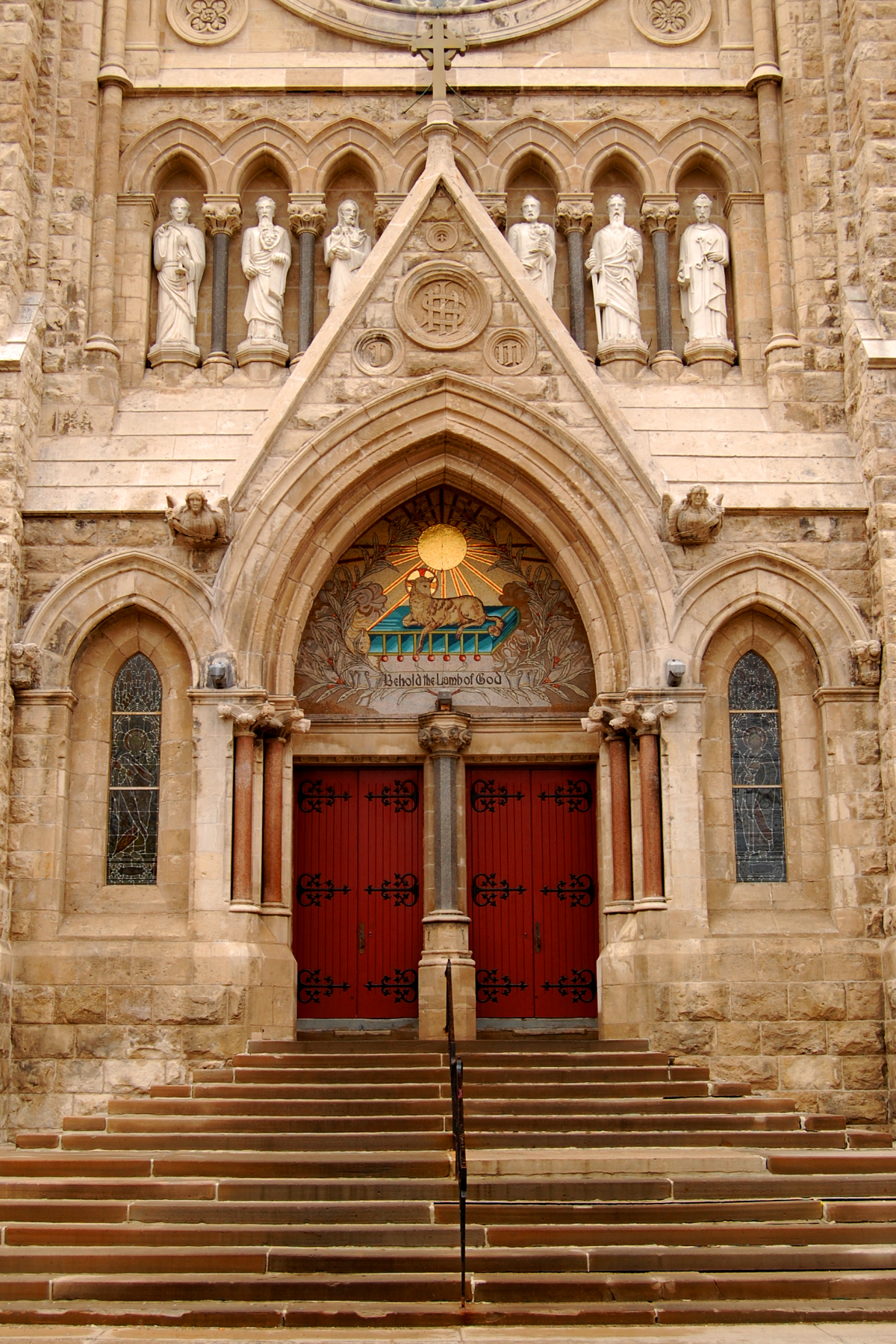
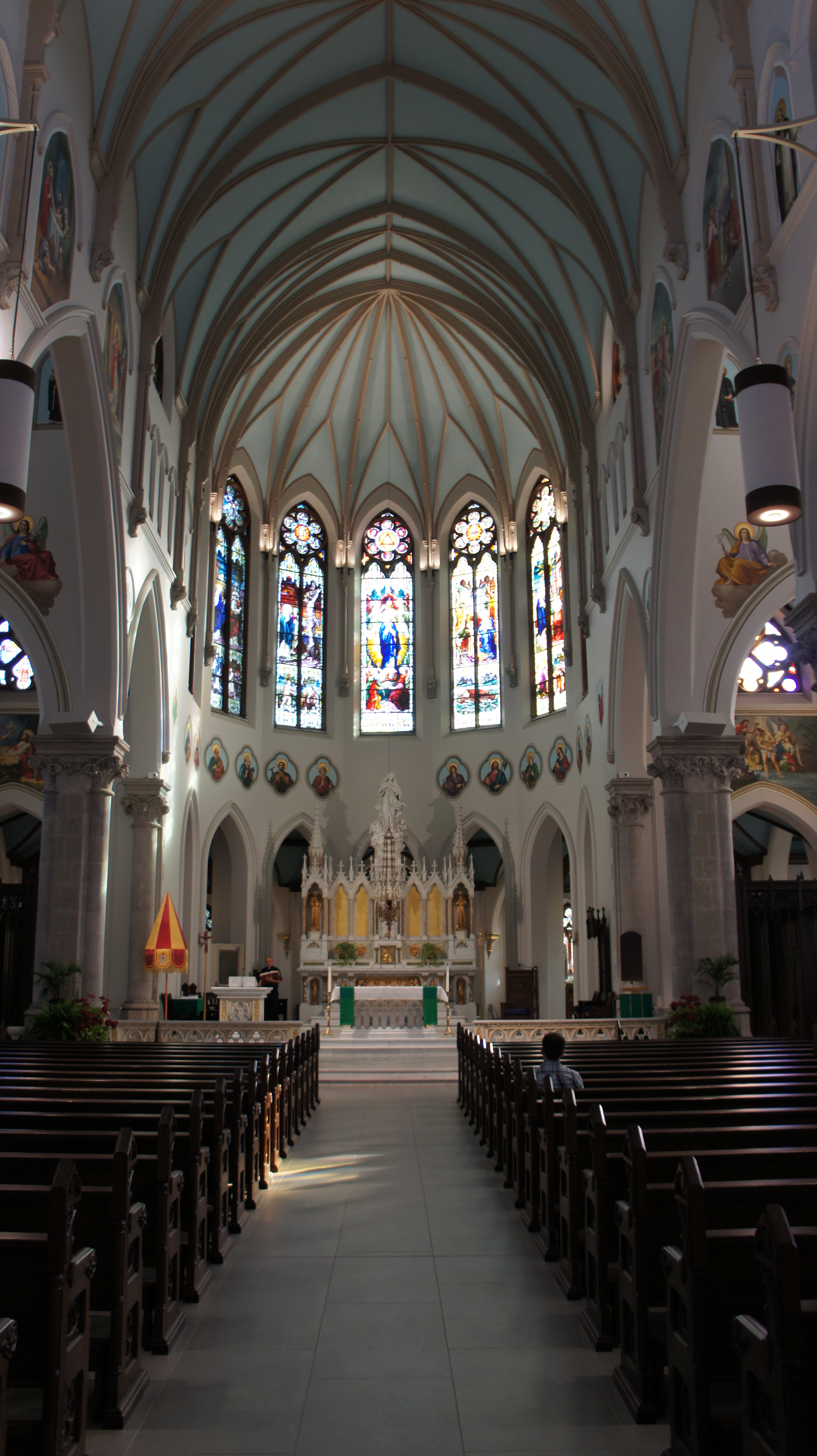
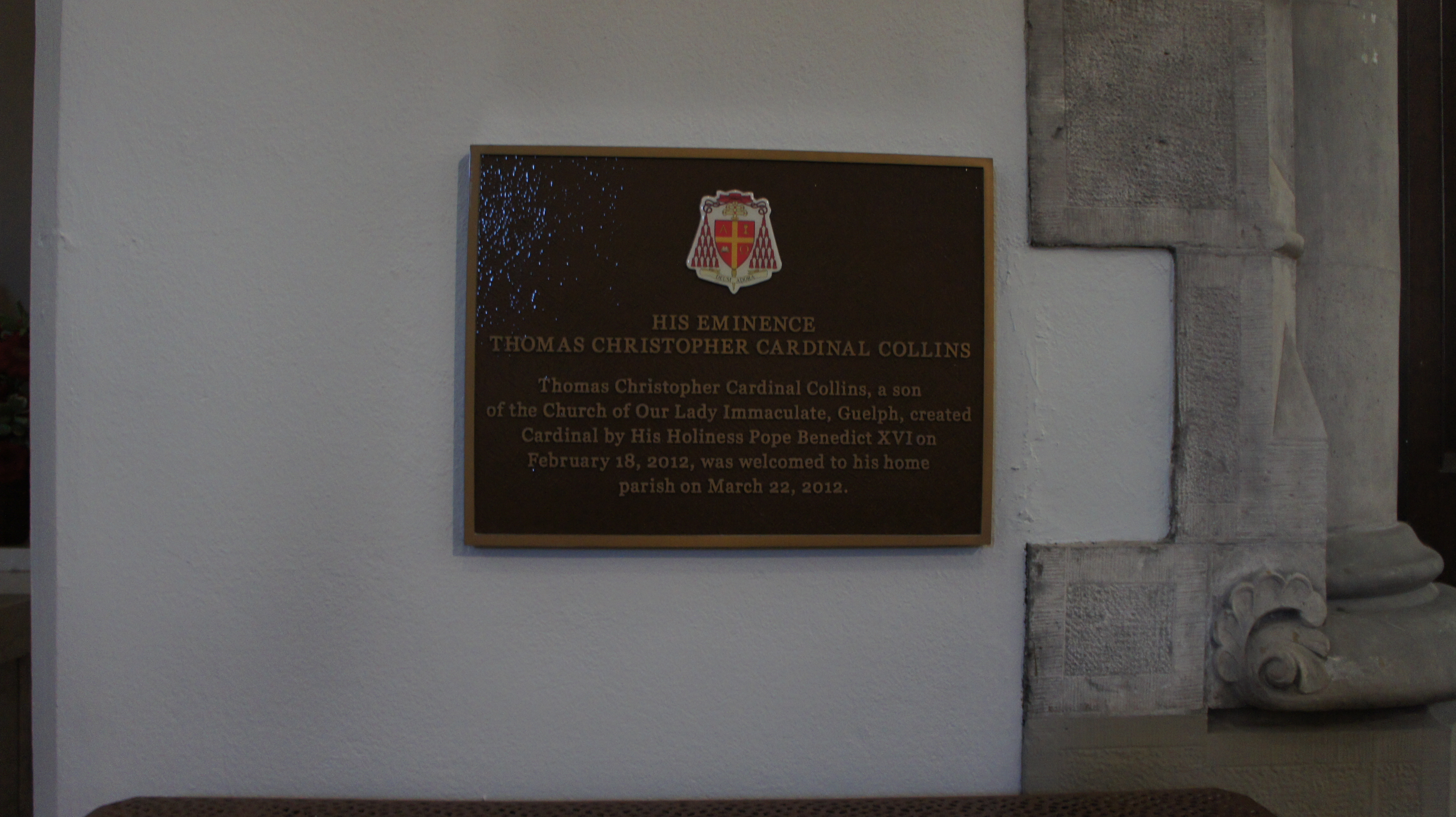